# Häxmästaren
Häxmästaren är en bokserie på 15 böcker av Margit Sandemo. Det är en spinoff-serie som utspelas parallellt med Sagan om Isfolket i slutet av 1600-talet till mitten av 1700-talet. Några av karaktärerna från den första serien som till exempel andarna Sol och Tengel den gode, dyker upp längre in i historien.
Det dyker upp små glimtar här och där för att påminna om kopplingen mellan de två serierna, som till exempel när Sol nämner för en i Häxmästarfamiljen att hon tillfälligt måste ge sig av då hennes levande släkting Daniel av isfolket är på väg hem från Taran-gai och blivit bestulen på sin pengapung och därför inte kan ta sig vidare hem utan hennes hjälp.
Hela serien är också en prequel/förlaga för bok 31 i Sagan om Isfolket, Färjkarlen. Här får läsaren veta hela bakgrundshistorien till de soltecken och mystiska medaljonger som kommer i Benediktes och Sanders väg. Dessa medaljonger leder sedan vidare till den avslutande efterföljande delen Legenden om ljusets rike där de båda första seriedelarna sammansluts med varandra.
Serien utspelas mestadels på Island och i Norge, Sverige och Österrike. Man följer den isländska häxmästaren Móri med vänner och familj och flera personer av den kejserliga släkten Habsburg. De kämpar mot den ondskefulla och korrupta Solriddarorden om att först få veta sanningen om de mystiska och magiska soltecknen.
Hela Isfolkets saga består av 82 böcker.
Del 1. Sagan om Isfolket. 47 böcker. Utspelas år 1581–1960.
Del 2. Häxmästaren. 15 böcker. Utspelas år 1699 och 1715–1746.
Del 3. Legenden om ljusets rike. 20 böcker. Utspelas 1746 och 1995–2080

## Böckerna i serien

### 1. Trolldom
Norsk titel: Trolldom.
Utgivningsår: September 1991
Del 1 i serien Häxmästaren. Tiril Dahl växer upp i Bergen under slutet av 1600-talet, ensam och osjälvständig i skuggan av sin syster Carla. Allt eftersom åren går börjar onda saker ske. När Tiril befinner sig i ett hopplöst, livsfarligt dilemma får hon hjälp av den unge affärsmannen Erling. Men ödet vill annorlunda. Móri, en mystisk, skrämmande islänning dyker upp. Hans avsikt är att bli den störste häxmästaren av alla.

### 2. Ljuset i dina ögon
Norsk titel: Lyset i dine øyne

Utgivningsår: November 1991

### 3. När mörkret faller
Norsk titel: Når mørket faller på

Utgivningsår: Februari 1992

### 4. Ondskans ansikte
Norsk titel: Ondskapens ansikt.
Utgivningsår: Maj 1992

### 5. Eldprovet
Norsk titel: Ildprøven.
Utgivningsår: September 1992.

### 6. Irrbloss
Norsk titel: Alvelys.
Utgivningsår: November 1992.

### 7. De värnlösa
Norsk titel: Vergeløs.
Utgivningsår: Februari 1993.

### 8. Ritten mot väster
Norsk titel: Rittet mot vest.
Utgivningsår: 1994
9. Eldsvärdet
10. Dvärgarop
11. Skammens hus
12. Sagor om glömda riken
13. Klostret i tårarnas dal
14. Frostens dotter
15. In i det okända